# Снови (представа)
Снови је позоришна представа коју је режирао Стефан Саблић на основу драмског дела које је написао Анри Пјер Ками.
Представа је реализована у продукцији позоришта ДАДОВ, као 151. премијера омладинског позоришта.
Премијерно приказивање било је 18. марта 1998.
Шминку за представе урадила је Николина Шашић а плакат Тања Николић.

## Улоге
| Лица | Глумци              |
| ---- | ------------------- |
|      | Мрђан Огњеновић     |
|      | Вељко Јовановић     |
|      | Сандра Влатковић    |
|      | Предраг Паунов      |
|      | Наталија Џакић      |
|      | Марко Медовић       |
|      | Ана Кораћ           |
|      | Немања М. Ковачевић |